# Stella Mertens
Pour les articles homonymes, voir Mertens.
Stella Mertens est une artiste peintre belge née à Bruxelles le 25 novembre 1896 et morte le 14 mars 1986 dans le 19e arrondissement de Paris.

## Biographie
Stella Mertens élit domicile à Paris dès 1916. Elle y vit avec son mari, également artiste, qui est à la fois son mentor et son critique le plus exigeant. Se partageant entre son atelier du boulevard Pereire, à Paris, et sa maison d'Antibes, elle produit une succession de toiles originales.
Ses toiles ont été exposées en France au Salon des surindépendants, aux États-Unis et au Danemark.

## Expositions
- 1936 : galerie de Paris, Paris.
- 1955 : galerie Jane Harper, Philadelphie.
- 1956 : galerie Ruth Butler, New York.
- 1957 : galerie Ruth Butler, New York.
- 1961 : musée Picasso d'Antibes-Juan-les-Pins[2].
- 1962 : galerie Hibler, Copenhague.
- 1964 : galerie Scott-Faure, La Jolla.